# Дефоссе, Рене
Рене́ Дефоссе́ (фр. René Defossez; 4 октября 1905, Спа, Валлония, Бельгия — 20 мая 1988, Эттербек, Бельгия) — бельгийский композитор, дирижёр и педагог. Член Королевской Академии Бельгии (1970).

## Биография
Сын композитора и скрипача Леона Дефоссе (фр. Léon Defossez; 1876—1951). Начал обучение музыке у отца, продолжив занятия в Льежской консерватории у Карла Смулдерса (гармония) и Франсуа Расса (контрапункт). В 1935 году получил Римскую премию за кантату «Старый солдат» (фр. Le Vieux Soudard). В 1935—1959 годах дирижёр Театра де ла Монне. В 1946 году начинает преподавать в Льежской консерватории и параллельно в 1946—1973 годах в Брюссельской консерватории. Являлся постоянным участником жюри Конкурса имени королевы Елизаветы. Вместе с труппой своего театра много гастролировал по городам Европы: Марсель, Бухарест, София, Афины, Анкара, в США, в СССР в 1969 году.

## Сочинения
- опера «Неожиданная уловка» / Le Subterfuge improvisé (1938, Брюссель, по Рамону Лебрюну)
- опера «Сюрпризы любви» / Les Surprises de l’amour (1961, Брюссель, по Мариво)
- опера «Каждый лжёт по-своему» / A Chacun son mensonge (1964, Брюссель, по Эжену Лабишу)
- опера «Триллер» / Thriller (1976, Брюссель, по Шарлю Франки)
- опера «Свободный Льеж, историческая фреска» / Liège libertés, fresque historique (1981, Брюссель, по Жану Брюмиулю)
- оперетта «Любовь-королева» / L’amour est roi (1946)
- балет «Флорианта» / Floriante (1942)
- балет «Мечта астронома» / Le rêve de l’astronome (1950)
- балет «Свет» / Lumiere (1954)
- балет «Увертюра и лирика парижских балов» / Ouverture et lyrics des «Bals de Paris» (1954)
- балет «Лилиан» / Lilian (1957)
- балет «Грешник и его душа» / Le Pêcheur et son âme, oratorio-ballet (1965, по Оскару Уайльду)
- балет «Взгляд» / Le Regard (1970)
- балет «Цыганский галоп» / Galop Tzigane (1970)
- балет «Тысяча первая ночь» / La mille et unieme nuit (1970)
- балет «Луковица» / Les Ciboules (1971)
- балет «Мушкеты» / Les Mousquets (1971)
- концерт для скрипки с оркестром (1951)
- концерт для фортепиано с оркестром (1956)
- концерт для двух фортепиано с оркестром (1956)

## Награды
- 1935 — Римская премия (кантата Le vieux soudard)
- 1970 — кавалер ордена Короны